# Eulophias spinosior
Eulophias spinosior — вид скорпеноподібні риб родини Eulophiidae. Описаний у 2023 році.

## Поширення
Вид поширений на північному заході Тихого океану біля узбережжя Японії. Виявлений на глибині 257—555 м.

## Опис
Тіло завдовжки до 18,2 см.